# Daniel Tortolero Núñez
Daniel Tortolero Núñez, més conegut com a Dani Tortolero (Esplugues de Llobregat, 6 de setembre de 1981), és un exfutbolista català, que ocupava la posició de defensa.

## Trajectòria
Es va formar a les categories inferiors del FC Barcelona. Pujà al Barcelona B la temporada 2000-2001, on romangué diverses temporades i arribà a jugar amb el primer equip del Barça a la Champions League davant el Club Brugge i el Galatasaray SK. Posteriorment ha jugat a Segona Divisió a diversos clubs catalans i valencians com l'Elx CF, el Gimnàstic de Tarragona, l'Hèrcules CF, el Girona FC o el CE Sabadell. Ha estat internacional en categories inferiors amb la selecció espanyola i absolut amb la selecció catalana.